# بونيفاس ألكساندر
بونيفاس ألكساندر هو قاضي وسياسي هايتي، ولد في 31 يوليو 1936 في بورت أو برانس في هايتي. نشط حزبياً في مستقل. وقد انتخب رئيس هايتي.

## وصلات خارجية
- بونيفاس ألكساندر على موقع مونزينجر (الألمانية)